# Coniolepiota
Coniolepiota là một chi nấm trong họ Agaricaceae, thuộc bộ Agaricales. Chi nấm này chỉ bao gồm một loài duy nhất là Coniolepiota spongodes, được miêu tả khoa học lần đầu tiên ở Thái Lan, sau này còn có báo cáo xuất hiện ở Bangladesh và Trung Quốc.